# Nobody’s Perfect (album)
A Nobody’s Perfect a Deep Purple 1988-ban megjelent dupla koncertalbuma. A felvételek több időpontban történtek a The House of Blue Light turnéjukon 1987-88-ban. Az albumon helyet kapott a "Hush" új stúdióváltozata, az együttes fennállásának 20. évfordulója alkalmából.
1999-ben egy kibővített, 2 CD-s kiadás jelent meg a Mercury Records gondozásában.

## Felvételek időpontja
- 1987. május 23. Irvine Meadows, Kalifornia, Egyesült Államok
- 1987. május 30. Phoenix, Arizona, Egyesült Államok
- 1987. szeptember 6. Verona, Olaszország
- 1987. augusztus 23. Oslo, Norvégia
- 1988. február 26. Hook End Manor, Anglia

## Az album dalai
A Hush kivételével az összes dal Blackmore, Gillan, Glover, Lord, Paice szerzeménye.

### Eredeti kiadás
1. "Highway Star" - 6:10
2. "Strange Kind of Woman" - 7:34
3. "Perfect Strangers" - 6:25
4. "Hard Lovin' Woman" - 5:03
5. "Knocking at Your Back Door" - 11:26
6. "Child in Time" - 10:35
7. "Lazy" - 5:10
8. "Black Night" - 6:06
9. "Woman from Tokyo" - 4:00
10. "Smoke on the Water" - 7:46
11. "Hush" (Joe South) (stúdiófelvétel) - 5:30

### 1999-es kétlemezes kiadás
CD 1
1. "Highway Star" - 6:10
2. "Strange Kind of Woman" - 7:34
3. "Dead or Alive" (Blackmore, Gillan, Glover) - 7:05
4. "Perfect Strangers" (Blackmore, Gillan, Glover) - 6:24
5. "Hard Lovin' Woman" (Blackmore, Gillan, Glover) - 5:03
6. "Bad Attitude" (Blackmore, Gillan, Glover, Lord) - 5:30
7. "Knockin' at Your Back Door" (Blackmore, Gillan, Glover) - 11:24

CD 2
1. "Child in Time" - 10:36
2. "Lazy" - 5:10
3. "Space Truckin'" - 6:02
4. "Black Night" - 6:06
5. "Woman from Tokyo" - 3:59
6. "Smoke on the Water" - 7:43
7. "Hush" (Joe South) - 3:32

## Közreműködők
- Ian Gillan – vokál
- Ritchie Blackmore – szólógitár
- Jon Lord – orgona, billentyűk
- Roger Glover – basszusgitár
- Ian Paice – dob